# Campeonato Cearense 1952
In 1952 werd het 38ste Campeonato Cearense gespeeld voor clubs uit Braziliaanse staat Ceará. De competitie werd georganiseerd door de FCF en werd gespeeld van 29 juni 1952 tot 1 februari 1953. Ferroviário werd kampioen.

## Eerste toernooi
| Plaats | Club        | Wed. | W | G | V | Saldo | Ptn. |
| ------ | ----------- | ---- | - | - | - | ----- | ---- |
| 1.     | Ceará       | 4    | 4 | 0 | 0 | 15:2  | 8    |
| 2.     | Fortaleza   | 4    | 3 | 0 | 1 | 12:6  | 6    |
| 3.     | Gentilândia | 4    | 2 | 0 | 2 | 10:11 | 4    |
| 4.     | Ferroviário | 4    | 1 | 0 | 3 | 3:6   | 2    |
| 5.     | América     | 4    | 0 | 0 | 4 | 2:17  | 0    |

|  | Geplaatst voor finale |

## Tweede toernooi
| Plaats | Club        | Wed. | W | G | V | Saldo | Ptn. |
| ------ | ----------- | ---- | - | - | - | ----- | ---- |
| 1.     | Ferroviário | 4    | 4 | 0 | 0 | 11:2  | 8    |
| 2.     | Ceará       | 4    | 2 | 1 | 1 | 14:4  | 5    |
| 3.     | Fortaleza   | 4    | 1 | 2 | 1 | 10:3  | 4    |
| 4.     | Gentilândia | 3    | 0 | 1 | 2 | 3:6   | 1    |
| 5.     | América     | 3    | 0 | 0 | 3 | 0:23  | 0    |

|  | Geplaatst voor finale |

## Finale
|                                  |             |       |       |  |
| 18 januari 1953 Eerste wedstrijd | Ferroviário | 1 – 0 | Ceará |  |
| 18 januari 1953 Eerste wedstrijd |             |       |       |  |

|                                  |             |       |       |  |
| 25 januari 1953 Tweede wedstrijd | Ferroviário | 1 – 1 | Ceará |  |
| 25 januari 1953 Tweede wedstrijd |             |       |       |  |

|                                 |             |       |       |  |
| 1 februari 1953 Derde wedstrijd | Ferroviário | 2 – 1 | Ceará |  |
| 1 februari 1953 Derde wedstrijd |             |       |       |  |

### Kampioen
| Campeonato Cearense de 1952     |
| Ceará                           |
| ------------------------------- |
| FERROVIÁRIO Kampioen (3° titel) |